# Vollstreckbare Ausfertigung
Die vollstreckbare Ausfertigung ist im Klauselverfahren die mit einer Vollstreckungsklausel versehene Ausfertigung eines Urteils oder anderer Vollstreckungstitel.

## Allgemeines
Die Ausfertigung vertritt im Notarwesen die Urschrift (Original) der Urkunde im Rechtsverkehr (§ 47 BeurkG), weil die Urschrift nicht in Umlauf gebracht wird, sondern Bestandteil der Urkundenrolle des Notars ist (ausgenommen sind Testamente und Erbverträge). Das gilt auch für vorläufig vollstreckbar erklärte Urteile, deren Originale ebenfalls nicht für den Umlauf vorgesehen sind. Die Ausfertigung ersetzt mithin das Original in der praktischen Verwendung.
Die vollstreckbare Ausfertigung ist eine Form der Ausfertigung. Hierbei handelt es sich konkret um die Ausfertigung eines Urteils oder anderer Vollstreckungstitel nach § 794 ZPO, denen eine Vollstreckungsklausel hinzugefügt wurde. Die vollstreckbare Ausfertigung ist eine Voraussetzung für die Zwangsvollstreckung, die sich nach strengen Regeln vollzieht. Das so genannte Klauselverfahren dient dabei der Vorbereitung der Zwangsvollstreckung, die nur durchgeführt werden kann, wenn dem Gläubiger ein Vollstreckungstitel/vollstreckbares Urteil (mit Vollstreckungsklausel) vorliegt und dem Schuldner zugestellt wird.

## Arten
Insbesondere notarielle Schuldurkunden können mit der Vollstreckungsklausel versehen werden und heißen dann vollstreckbare Ausfertigung. Dazu gehören etwa notariell beurkundete Haftungserklärungen wie Bürgschaft oder Schuldanerkenntnis oder die Grundschuldbestellungsurkunde. Hat bei letzterer der Grundstückseigentümer sein Grundstück mit einem Grundpfandrecht belastet und die Unterwerfung unter die sofortige Zwangsvollstreckung nach § 800 ZPO erklärt, so wird die hiervon angefertigte Ausfertigung mit dem notariellen Zwangsvollstreckungsvermerk versehen und dem Gläubiger des Grundpfandrechts zugesandt.

## Erfordernisse
Die Vollstreckungsklausel darf nach § 725 ZPO nur auf einer Ausfertigung angebracht werden, nicht jedoch auf einer einfachen Kopie. Eine Ausfertigung ist nur dann erforderlich, wenn es materiell- oder verfahrensrechtlich auf den Besitz der Urkunde ankommt und die Urschrift nicht am Rechtsverkehr teilnimmt. Die notariell angebrachte Vollstreckungsklausel verkürzt ein späteres Vollstreckungsverfahren, weil im Vollstreckungsfall lediglich noch die Zustellung erforderlich ist. Zuständig für die Erteilung ist der Notar, der die Urschrift erstellt hat (§§ 797 Abs. 2 Satz 1, § 802 ZPO) oder bei Urteilen, Beschlüssen und Prozessvergleichen der Urkundsbeamte der Geschäftsstelle des Gerichts (§ 724 Abs. 2 ZPO).
Eine vollstreckbare Ausfertigung darf nur bei Vollstreckungsreife erteilt werden, es sei denn, es liegt ein Nachweisverzicht wie bei der Unterwerfungserklärung vor. Allerdings lässt sich die Prüfung der Vollstreckungsreife dem Gesetz nicht entnehmen und widerspricht auch der Systematik des Zwangsvollstreckungsrechts.
Bei Vollstreckungsbescheiden, Arrestbefehlen und einstweiligen Verfügungen ist abweichend vom Regelfall keine Vollstreckungsklausel notwendig (§§ 796 Abs. 1, § 929 Abs. 1, § 936 ZPO).